# Ducatul de Jülich
Ducatul de Jülich (în limba germană: Herzogtum Jülich; în limba olandeză: Hertogdom Gulik; în limba franceză: Duché de Juliers) a reprezentat un stat în cadrul Sfântului Imperiu Roman care a existat între secolele al XI-lea și al XVIII-lea. Teritoriul ducatului se desfășura în stânga Rinului, fiind situat între posesiunile electorului de Köln la răsărit și cele ale ducilor de Limburg la apus. Ducatul de Jülich stăpânea teritorii pe ambele maluri ale râului Rur, în jurul capitalei, Jülich – fostul castru roman Iuliacum – în Renania inferioară. Ducatul s-a unit cu comitatul de Berg de dincolo de Rin în 1423, moment din care a rămas cunoscut sub numele de Jülich-Berg.
Teritoriul de astăzi se situează în Germania (parte landului Renania de Nord-Westfalia) și în Olanda (parte a provinciei Limburg), populația utilizând același dialect limburghez.

## Istoric

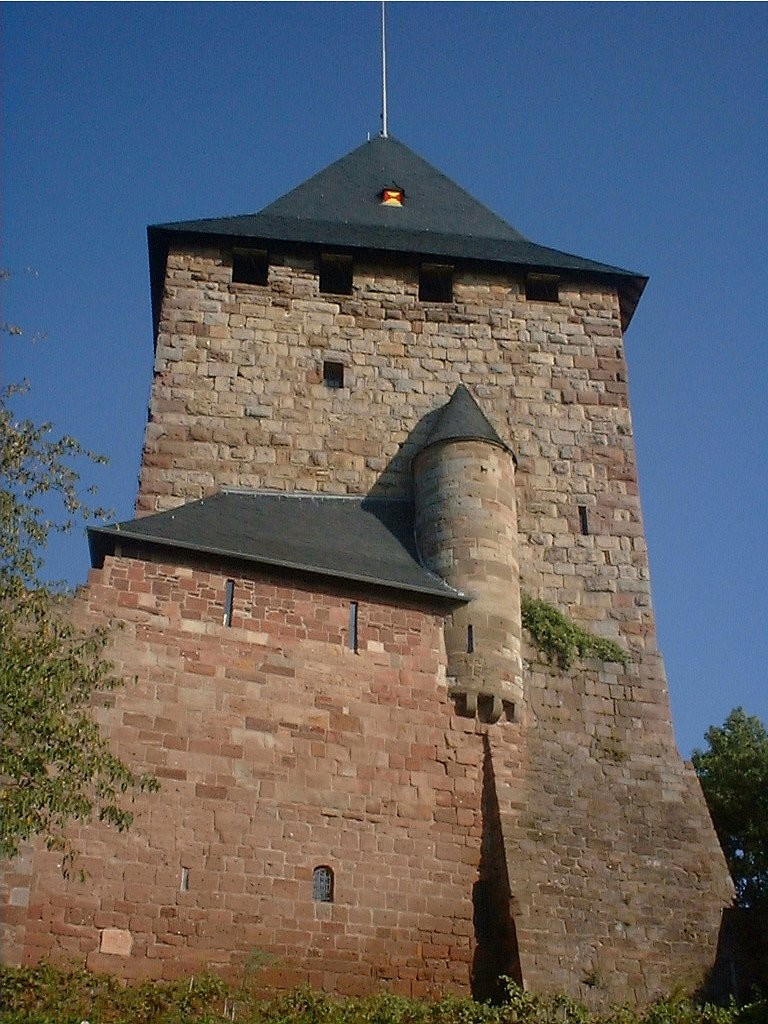
Castelul Nideggen

Primul conte din regiunea (gau) Jülich din Lotharingia Inferioară, Gerard I, a fost menționat în anul 1003; nepotul său Gerard al III-lea a început să se autointituleze conte de Jülich în 1081. Wilhelm al IV-lea, conte începând din 1219, a extins în mod semnificativ teritoriul, iar în 1234 a acordat orașului Jülich privilegii cetățenești, provocându-l pe electorul de Köln, arhiepiscopul Conrad de Hochstaden, ale cărui trupe au devastat orașul după cinci ani. Fiul lui Wilhelm al IV-lea, Waleram de Jülich (conte între 1278 și 1297) a rămas un dârz oponent al episcopatului, susținând pe ducele Ioan I de Brabant în 1288, în bătălia de la Worringen, desfășurată împotriva arhiepiscopului Siegfried al II-lea de Westerburg. Deși fratele mai mic al lui Waleram, contele Gerard al V-lea luase partea regelui german Adolf de Nassau împotriva rivalului acestuia, Albert I de Habsburg, el a reușit să își păstreze teritoriile chiar și după ce Adolf de Nassau a fost înfrânt în bătălia de la Göllheim din 1298, iar in 1314 a susținut încoronarea lui Ludovic al IV-lea de Wittelsbach care a avut loc în orașul Aachen (situat în apropierea posesiunilor sale), de asemenea împotriva episcopului de Köln.
Conflictul de lungă durată a ajuns la final atunci când fiul mai mic al lui Gerard al V-lea, Waleram a devenit arhiepiscop de Köln în 1332. Fratele mai mare al acestuia, contele Wilhelm al V-lea a obținut în 1336 titlul de margraf din partea împăratului Ludovic al IV-lea, iar în 1356 împăratul Carol al IV-lea de Luxemburg l-a promovat pe același Wilhelm al V-lea la rangul de duce. Fiul său, ducele Wilhelm al II-lea, s-a implicat însă într-o îndârjită dispută cu fratele vitreg al împăratului, Venceslau I de Luxemburg, duce de Brabant, pe care l-a înfrânt în bătălia de la Baesweiler din 1371.
În continuare, istoria ducatului de Jülich s-a intersectat îndeaproape de cea a vecinilor săi: ducatele de Cleves și de Berg, precum și Ducatul Geldern și Comitatul de Mark: ducele Wilhelm al II-lea se căsătorise cu Maria, fiica ducelui Reginald al II-lea de Geldern și ea însăși devenită ducesă de Geldern după moartea fratelui ei vitreg, ducele Reginald al III-lea în 1371. Wilhelm al II-lea a încheiat conflictul cu Casa imperială de Luxemburg, iar fiul său, Wilhelm al III-lea a moștenit ambele ducate. Oricum, în 1423 fratele său mai mic Reginald al IV-lea de Geldern și Jülich a murit fără a avea moștenitori, statele generale din teritoriul de astăzi al provinciei olandeze Gelderland l-au ales ca duce pe Arnold de Egmond, în timp ce Jülich s-a unit cu comitatul de Berg.
În 1511, ducele Ioan al III-lea de Cleves a moștenit Jülich și Berg în urma căsătoriei cu Maria de Geldern, fiica ultimului duce, Wilhelm al IV-lea de Jülich-Berg. Ea a moștenit moșiile tatălui ei: Jülich și Berg, precum și comitatul de Ravensberg. Din 1521, Jülich-Berg și Cleves au format Ducatul de Jülich-Cleves-Berg, prin uniunea personală de sub ducele Ioan al III-lea.
Când ultimul duce de Jülich-Cleves-Berg a murit în 1609 fără a avea moștenitori direcți, a izbucnit Războiul de succesiune pentru Jülich. Acesta s-a încheiat la 1614, prin tratatul de la Xanten, care a divizat ducatele între Palatinat-Neuburg și Margrafiatul Brandenburg. Jülich și Berg au revenit contelui palatin Wolfgang Wilhelm de Neuburg, iar după ce ultimul duce de Palatinat-Neuburg (de asemenea palatin elector din 1685), Carol al III-lea Filip a murit fără urmași în 1742, contele Carol Teodor de Palatinat-Sulzbach (după 1777 și elector de Bavaria) a moștenit Jülich și Berg.
În 1794 Franța revoluționară a ocupat ducatul de Jülich (Duché de Juliers), care a devenit parte a departamentului francez Roer. Pacea de la Lunéville din 1801 a stabilit în mod oficial apartenența Jülich la Franța. În 1815, ca urmare a înfrângerii lui Napoleon I, ducatul a devenit parte a Regatului Prusiei (provincia Jülich-Cleves-Berg), cu excepția orașelor Sittard și Tegelen, care au devenit parte a Regatului Olandei.

## Conducători

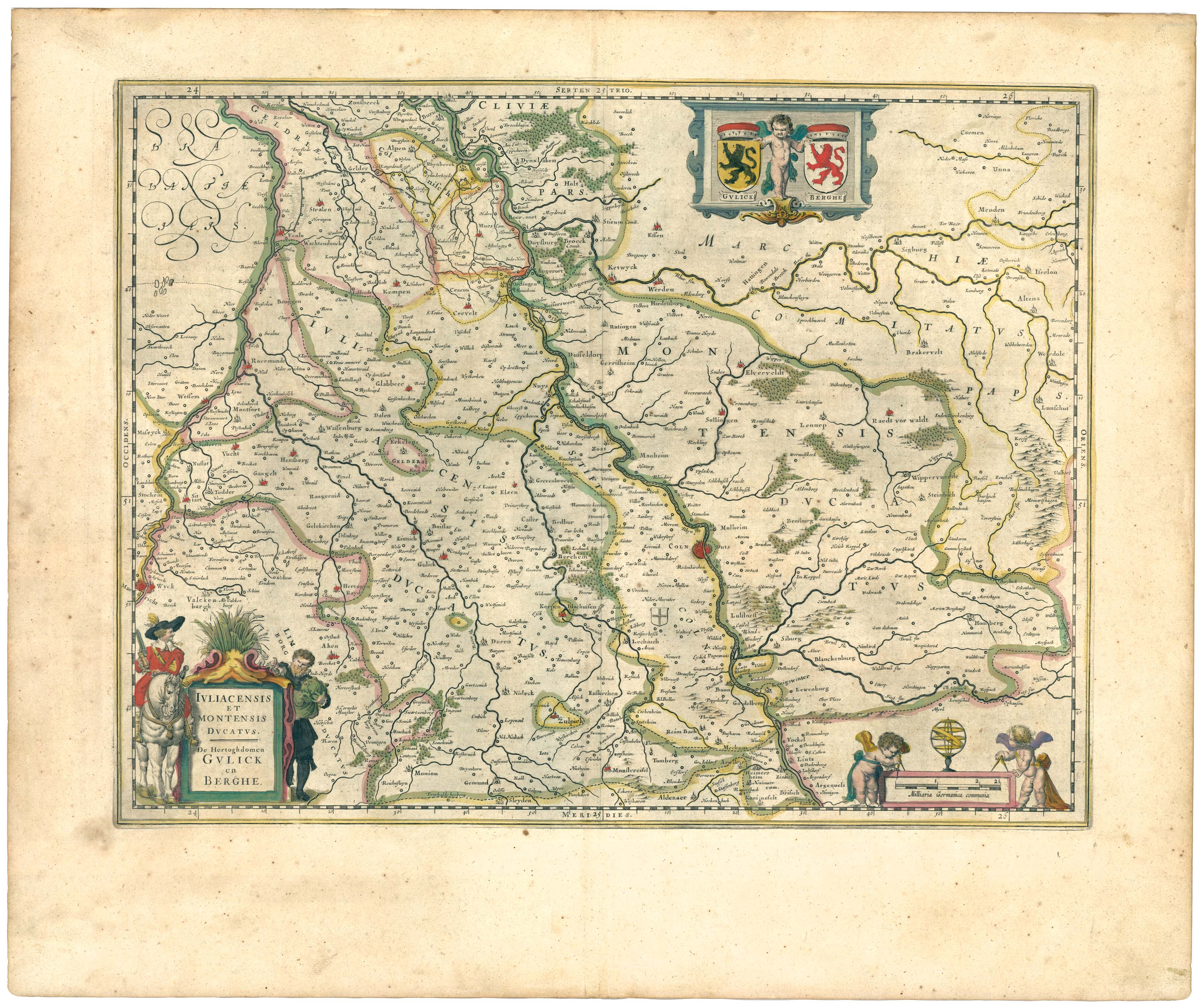
Hartă a ducatului de Jülich-Berg, din Teatrul Lumii sau un nou atlas al hărților și reprezentărilor tuturor regiunilor, editat de Willem și Joan Blaeu, 1645

### Conți de Jülich
- 1003–1029 Gerard I, conte în Jülichgau
- 1029–1081 Gerard al II-lea
- 1081–1128 Gerard al III-lea, conte în Jülich
- 1128–1142 Gerard al IV-lea
- 1142–1176 Wilhelm I
- 1176–1207 Wilhelm al II-lea
- 1207–1219 Wilhelm al III-lea
- 1219–1278 Wilhelm al IV-lea
- 1278–1297 Waleram
- 1297–1328 Gerard al V-lea
- 1328–1356 Wilhelm al V-lea, margraf din 1336, duce din 1356 ca Wilhelm I

### Duci
– 1393-1423 în uniune cu Geldern, din 1423 cu Berg, din 1437 cu Ravensberg –
- 1356–1361 Wilhelm I (anterior, conte de Jülich)
- 1362–1393 Wilhelm al II-lea
- 1393–1402 Wilhelm al III-lea, de asemenea duce de Geldern din 1377
- 1402–1423 Reginald
- 1423–1437 Adolf
- 1437–1475 Gerard
- 1475–1511 Wilhelm al IV-lea

### Casa de La Marck, duci
– de la 1521, parte în Ducatul de Jülich-Cleves-Berg –
- 1511–1539 Ioan
- 1539–1592 Wilhelm al V-lea
- 1592–1609 Ioan Wilhelm I

### Casa de Wittelsbach, duci
– în uniune cu Berg și Palatinat-Neuburg, după 1690 și cu Palatinatul Elector, iar din 1777 și cu Bavaria–
- 1614–1653 Wolfgang Wilhelm
- 1653–1679 Filip Wilhelm
- 1679–1716 Ioan Wilhelm al II-lea
- 1716–1742 Carol Filip
- 1742–1794 Carol Teodor

### Orașe
Unele orașe și municipalități aflate pe teritoriul ducatului de Jülich: -
Jülich • Düren • Münstereifel • Euskirchen • Nideggen • Bergheim • Kaster • Grevenbroich • Mönchengladbach • Dahlen • Dülken • Linnich • Randerath • Brüggen • Süchteln • Aldenhoven • Heimbach • Monschau •  Wassenberg • Heinsberg • Gangelt • Geilenkirchen • Waldfeucht • Sittard • Süsteren • Sinzig • Remagen.